# 디지털 공생
디지털 공생(Digital Symbiosis)은 인간과 디지털 기술 사이의 상호작용을 통해 상호 이익을 창출하는 개념이다. 이 용어는 21세기 들어 인공지능, 사물인터넷, 가상현실과 같은 기술이 인간의 삶과 점점 더 밀접하게 연결되면서 등장하였다.

## 개념의 발전
디지털 공생은 인간이 기술을 단순히 사용하는 것을 넘어, 기술과의 상호작용을 통해 새로운 가치를 창출하고 더 나은 삶의 질을 이루기 위한 목표로 발전해왔다. 이 개념은 기술 발전과 함께 인간이 어떻게 디지털 환경과 공생할 수 있는지를 탐구하는 연구에서 출발하였다.

## 적용 분야
헬스케어: AI 기반 진단 시스템과 환자의 상호작용
교육: 맞춤형 학습 시스템을 통한 개인화된 학습
스마트 홈: IoT 기기를 통한 효율적인 가정 관리

## 비판과 논쟁
디지털 공생 개념은 긍정적인 가능성을 제시하지만, 개인 정보 보호 문제나 기술 의존성 증가에 대한 비판도 제기되고 있다. 특히, 인간이 기술에 지나치게 의존할 경우 발생할 수 있는 문제에 대한 논의가 활발하다.

## 참조
1. ↑  John Smith (2023년 6월 10일). “The Future of AI and Digital Symbiosis”. 《TechRadar》 (영어). 2024년 9월 22일에 확인함.[깨진 링크(과거 내용 찾기)]
2. ↑  김현수 (2022). “디지털 공생과 인류의 미래”. 《디지털 기술 연구》.
3. ↑  Jane Doe (2023년 5월 20일). “Smart Homes and Digital Symbiosis”. 《New York Times》 (영어). 2024년 9월 22일에 확인함.
4. ↑  John Doe (2021). “Ethical Concerns in Digital Symbiosis”. 《Technology & Society》 (영어).